# Вигодська улоговина

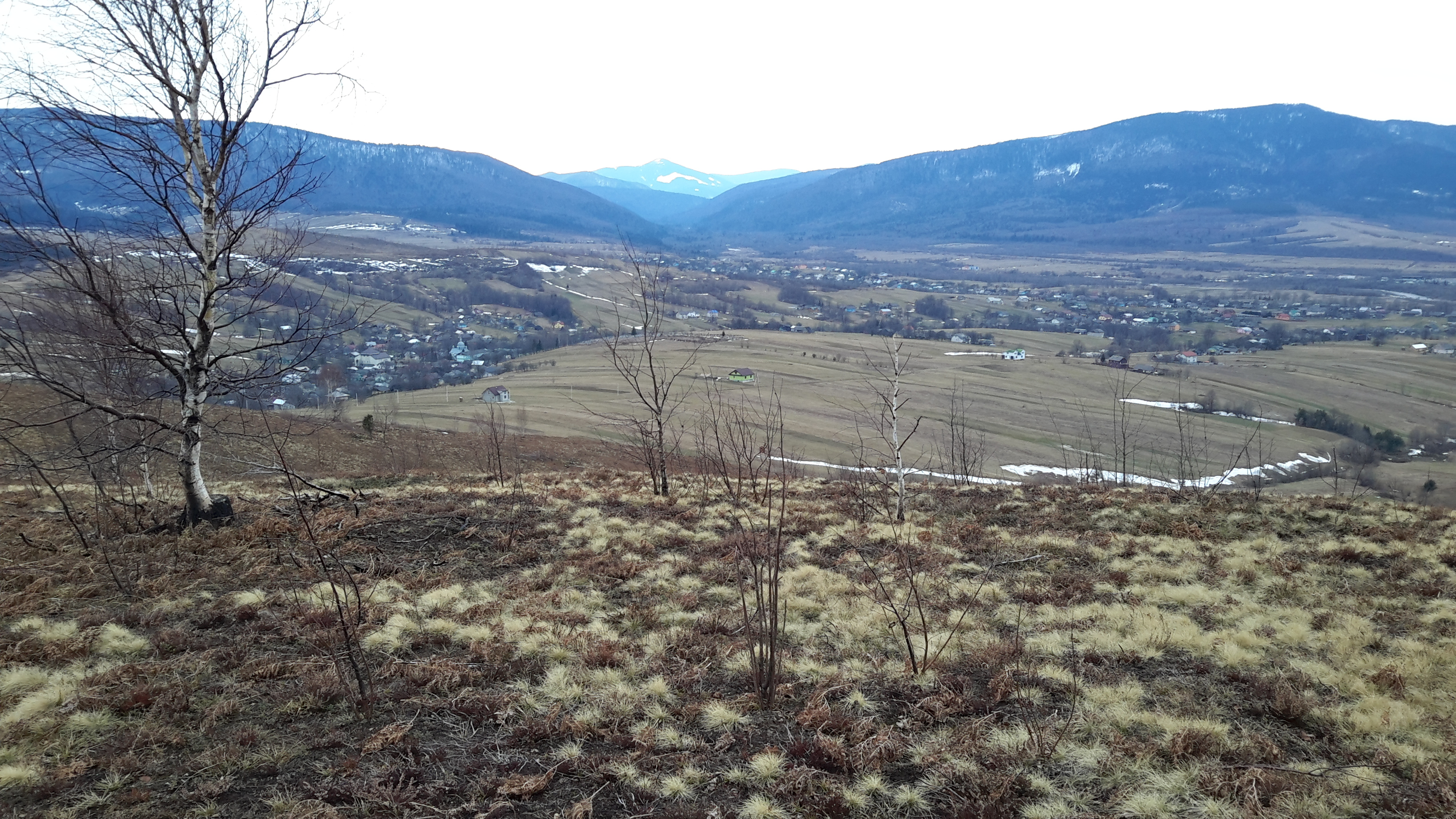
Вигодська улоговина (вигляд з північної околиці села Лолин)

Ви́годська улого́вина — низькогір'я в Українських Карпатах, у північно-західній частині масиву Ґорґани, на межиріччі Суколю та Свічі. Розташована в межах Долинського району Івано-Франківської області. 
Розміри 15х7 км. Висота 500—900 м, максимальна — 1158 м (г. Лиса). Складається з піщано-глинистих відкладів, пісковиків, сланців. У межах улоговини поблизу с. Шевченкового пробурена найглибша в Карпатах свердловина завглибшки 7520 м.